# Роккабруна
Роккабруна (окс. La Ròcha, італ. Roccabruna, п'єм. La Ròcia ëd Droné) — муніципалітет в Італії, у регіоні П'ємонт,  провінція Кунео.
Роккабруна розташована на відстані близько 510 км на північний захід від Рима, 70 км на південний захід від Турина, 22 км на північний захід від Кунео.
Населення — 1585 осіб (2014).
Щорічний фестиваль відбувається у середині серпня. Покровителька — Богородиця Небовзята.

## Демографія
Населення за роками:

Станом на 1 січня 2023 року в муніципалітеті офіційно проживали 93 іноземці з 15 країн, серед них 40 громадян країн Євросоюзу.

## Сусідні муніципалітети
- Картіньяно
- Дронеро
- Мелле
- Сан-Дам'яно-Макра
- Вальмала
- Віллар-Сан-Костанцо